# Trường Đại học Kinh tế, Đại học Huế
Trường Đại học Kinh tế (tiếng Anh: University of Economics, Hue University) là trường đại học đào tạo khối ngành kinh tế và quản trị kinh doanh tại miền Trung Việt Nam, trực thuộc Đại học Huế, được xếp vào nhóm đại học trọng điểm của quốc gia Việt Nam. Trường được thành lập trên cơ sở Khoa Kinh tế, Đại học Huế. Trường được thành lập theo Quyết định số 126/QĐ-TTg ngày 27/9/2002 của Thủ tướng Chính phủ trên cơ sở Khoa Kinh tế, Đại học Huế.

## Lịch sử
Trường Đại học Kinh tế, Đại học Huế là một trong 8 trường đại học thành viên thuộc Đại học Huế.
Những mốc lịch sử quan trọng:
- 1969-1983: Khoa Kinh tế nông nghiệp, Đại học Nông nghiệp II Hà Bắc.
 - 1984-1995: Khoa Kinh tế, Đại học Nông nghiệp II Huế.
 - 1995-2002: Khoa Kinh tế, Đại học Huế.  
 - 9/2002: Trường Đại học Kinh tế trực thuộc Đại học Huế.
Trong 50 năm xây dựng và phát triển, Trường Đại học Kinh tế không ngừng nâng cao chất lượng về đào tạo, nghiên cứu khoa học và các dịch vụ khác nhằm hướng tới mục tiêu trở thành trở thành một cơ sở đào tạo đa ngành, một trung tâm nghiên cứu và chuyển giao khoa học công nghệ về lĩnh vực kinh tế và quản lý đạt chuẩn quốc gia; một số ngành đào tạo trọng điểm đạt chuẩn quốc tế đáp ứng nhu cầu đào tạo nguồn nhân lực chất lượng, trình độ cao phục vụ sự nghiệp phát triển kinh tế - xã hội của khu vực và cả nước, Trường Đại học Kinh tế luôn coi trọng vấn đề nâng cao chất lượng toàn diện trên tất cả các mặt hoạt động. Vị thế và uy tín của Nhà trường đang được nâng cao.

## Ban giám hiệu
Hiệu trưởng:
- PGS. TS. Trương Tấn Quân

Các Phó Hiệu trưởng:
- PGS.TS. Bùi Đức Tính
- PGS.TS. Phan Thanh Hoàn

## Đội ngũ giảng viên
Năm 2017, Trường có đội ngũ cán bộ, giảng viên là 208 người, trong đó 14 là GS, PGS; 33 Tiến sĩ, 118 Thạc sĩ và 43 trình độ cử nhân. Tỷ lệ giảng viên có trình độ thạc sĩ trở lên chiếm hơn 79%, hiện còn một số đang học NCS trong và ngoài nước, đây là một lực lượng bổ sung đáng kể cho trường.

## Cơ sở vật chất
Trường có 02 cơ sở đào tạo:
- Số 101 Phùng Hưng, phường Thuận Thành, thành phố Huế: Cơ sở này có 02 tòa nhà 2 tầng, phục vụ chủ yếu cho công tác đào tạo sau đại học.
- Số 99 Hồ Đắc Di, An Cựu, Thành phố Huế,
- Tại Khu QH Trường Bia, phường An Tây, thành phố Huế: Hiện nay có khu giảng đường 03 tầng phục vụ học tập, khu hiệu bộ 03 tầng cho công tác quản lý, khu ký túc xá cho sinh viên, thư viện, các công trình phụ trợ; Đặc biệt đang hoàn thành khu Hành chính hiện đại.
- Trường có diện tích đất đai lên đến 7ha, diện tích sàn xây dựng gần 17.000m2 gồm 49 phòng học lý thuyết, thư viện, ngoại ngữ, xưởng thực hành.

## Các phòng chức năng
- Phòng Tổ chức - Hành chính
- Phòng Đào tạo
- Phòng Công tác Sinh viên - Thư viện
- Phòng Kế hoạch - Tài chính
- Phòng Khoa học, Công nghệ & Hợp tác Quốc tế
- Phòng Khảo thí - Bảo đảm chất lượng giáo dục

## Các khoa đào tạo
- Khoa Kinh tế & Phát triển
- Khoa Quản trị Kinh doanh
- Khoa Kế toán - Tài chính
- Khoa Hệ thống Thông tin Kinh tế
- Khoa Kinh tế chính trị

## Các viện, trung tâm
- Viện nghiên cứu Kinh tế Tài nguyên Môi trường Việt Nam
- Trung tâm Đào tạo, Tư vấn Kế toán - Tài chính
- Trung tâm Dịch thuật
- Tạp chí Khoa học Quản lý và Kinh tế

## Quy mô, chương trình đào tạo
Trong lĩnh vực đào tạo đại học, Trường Đại học Kinh tế đã có những bước phát triển nhanh, vững chắc. Năm 2002 khi mới thành lập Trường chỉ có 5 chuyên ngành đào tạo đại học, đến nay đã có 17 chuyên ngành với số lượng tuyển sinh hàng năm khoảng 2.500 sinh viên. Phạm vi tuyển sinh của trường cũng được mở rộng khắp các tỉnh miền Trung và Tây Nguyên. Mỗi năm có khoảng 1.500 sinh viên hệ chính quy tốt nghiệp. Theo khảo sát, tỷ lệ sinh viên có việc làm một năm sau khi tốt nghiệp khoảng 75%. Bên cạnh đó, Trường Đại học Kinh tế đang đào tạo 5 chuyên ngành thạc sĩ: Kinh tế nông nghiệp, Quản trị kinh doanh, Kinh tế chính trị, Quản lý kinh tế và Tài chính - Ngân hàng; và 3 chuyên ngành tiến sĩ: Kinh tế nông nghiệp, Quản trị kinh doanh và Kinh tế Chính trị trong đó chuyên ngành tiến sĩ Kinh tế nông nghiệp được Bộ GD&ĐT giao nhiệm vụ đào tạo theo đề án 911. Trong những năm qua, số lượng sinh viên cao học và nghiên cứu sinh của Nhà trường ngày càng tăng. Hiện nay, mỗi năm Trường tuyển khoảng 300 học viên cao học và 15 nghiên cứu sinh.

### Đại học: Đào tạo 19 ngành, chuyên ngành gồm:
- Kinh tế,
- Kinh tế tài nguyên môi trường,
- Kế hoạch đầu tư,
- Kinh tế nông nghiệp,
- Kinh doanh nông nghiệp,
- Kế toán,
- Kiểm toán,
- Hệ thống thông tin quản lý,
- Thống kê kinh tế,
- Thống kê kinh doanh,
- Kinh doanh thương mại,
- Thương mại điện tử,
- Quản trị kinh doanh,
- Marketing,
- Quản trị nhân lực,
- Tài chính ngân hàng,
- Kinh tế chính trị.
- Kinh tế quốc tế
- Logistics và quản lý chuỗi cung ứng

### Thạc sĩ: Đào tạo 8 chuyên ngành gồm:
- Kinh tế chính trị,
- Quản lý kinh tế,
- Kinh tế nông nghiệp,
- Quản trị kinh doanh,
- Tài chính ngân hàng,
- Kế toán,
- Kinh tế phát triển

### Tiến sĩ: Đào tạo 3 chuyên ngành gồm:
- Kinh tế nông nghiệp,
- Quản trị kinh doanh,
- Kinh tế chính trị

## Nghiên cứu khoa học
Trường Đại học Kinh tế có nhiều đề tài nghiên cứu trong các lĩnh vực biến đổi khí hậu, kinh tế tài nguyên và môi trường, kinh tế nông nghiệp và nông thôn; kinh doanh nông nghiệp, quản lý doanh nghiệp vừa và nhỏ, tài chính công, quản lý giáo dục đại học...
Chính sách của nhà trường nâng cao hoạt động nghiên cứu, phát động phong trào sinh viên nghiên cứu khoa học và gia tăng số lượng đề tài nghiên cứu khoa học từ các nguồn kinh phú: nguồn ngân sách nhà nước, nguồn vốn tự có, nguồn từ các chương trình hợp tác với các doanh nghiệp, địa phương và quốc tế. Giai đoạn 2011-2016, tổng số lượng đề tài NCKH của sinh viên đã thực hiện và nghiệm thu là 108 đề tài, trong đó có 6 đề tài đạt giải.

## Hợp tác quốc tế
Trường có quan hệ công tác với hơn 40 trường đại học, viện nghiên cứu và tổ chức quốc tế. Trong đó, các mạng lưới quốc tế như Chương trình kinh tế môi trường Đông Nam Á (EEPSEA), Hiệp hội các nhà kinh tế học tài nguyên môi trường châu Âu (EAERE), Hiệp hội các nhà kinh tế học tài nguyên môi trường Đông Nam Á (EAAERE) và Mạng lưới nghiên cứu phát triển bền vững khu vực Mekong (SUMERNET) có nhiều cán bộ giảng viên của trường là thành viên.
Lĩnh vực hợp tác
- Trao đổi giáo viên và sinh viên;
- Phối hợp tổ chức hội nghị, hội thảo quốc tế;
- Liên kết đào tạo đại học và sau đại học;
- Các chương trình, dự án nghiên cứu khoa học.
Các chương trình hợp tác đào tạo đã và đang thực hiện:
- Dự án "Đào tạo cử nhân tài năng chuyên ngành Quản trị kinh doanh du lịch bằng tiếng Anh", hợp tác với Trường Quản lý công nghiệp du lịch, Đại học Hawaii với sự tài trợ của quỹ Ford, thời gian (2003 - 2007);
- Dự án "Đào tạo cử nhân chuyên ngành Quản trị kinh doanh du lịch bằng tiếng Pháp", do Cơ quan Đại học Pháp ngữ (AUF) tài trợ, giai đoạn (2000 - 2011);
- Chương trình đào tạo thạc sĩ "Quản lý chu kỳ dự án và phương pháp luận có sự tham gia", phối hợp với Đại học Roskilde (Đan Mạch), Đại học Durham (Anh), Đại học Rome (Ý), Đại học Chulalongkorn (Thái Lan), Đại học Nông nghiệp Hoàng Gia (Campuchia) với sự tài trợ của Chương trình liên kết Châu Á;
- Chương trình đào tạo đồng cấp bằng trình độ đại học ngành Tài chính - Ngân hàng, liên kết với Đại học Rennes 1, Cộng hòa Pháp, từ năm 2007 đến nay;
- Chương trình tiên tiến đào tạo cử nhân song ngành Kinh tế nông nghiệp - Tài chính, liên kết với Đại học Sydney, Úc, từ năm 2010 đến nay;
- Chương trình liên kết đào tạo quốc tế cử nhân ngành Quản trị kinh doanh, liên kết với Viện công nghệ Tallaght, Ailen, từ năm 2016 đến nay.
Với đặc điểm là một đại học vùng, giảng viên của Trường Đại học Kinh tế còn tham gia giảng dạy cho một số chương trình liên kết đào tạo của các trường thành viên Đại học Huế.